# بیل باتلر (فیلم‌بردار)
بیل باتلر (انگلیسی: Bill Butler؛ زادهٔ ۷ آوریل ۱۹۲۱ - درگذشتهٔ ۵ آوریل ۲۰٢٣) مدیر فیلم‌برداری اهل ایالات متحده آمریکا بود. معروف‌ترین فیلمی که وی فیلمبردار آن بود، آرواره‌ها اثر استیون اسپیلبرگ بوده است.